# Cieśnina Belle Isle
Belle Isle (ang. Strait of Belle Isle, fr. Détroit de Belle Isle) – cieśnina w północno-zachodniej części Atlantyku, między półwyspem Labrador a Nową Fundlandią, łącząca Zatokę Świętego Wawrzyńca z otwartym oceanem. U jej wejścia od strony Atlantyku znajduje się wyspa Belle Isle (25 km²), od której to cieśnina wzięła swą nazwę.
Pokrywa lodowa: od stycznia do początku czerwca. Drobna kra lodowa: 8-10 miesięcy.